# Seznam manželek a manželů viceprezidentů Spojených států amerických
Toto je seznam manželek a manželů viceprezidentů Spojených států amerických. Ženy jsou označovány jako „druhé dámy“ (Second Lady of the United States, SLOTUS) ve vztahu k titutu „první dáma“. Prvním mužem v této roli se v roce 2021 stal Douglas Emhoff označovaný za „druhého gentlemana“ (Second Gentleman of the United States, SGOTUS).

## Seznam
| viceprezident          | druhá dáma / druhý gentleman                  | obrázek |
| ---------------------- | --------------------------------------------- | ------- |
| John Adams             | Abigail Smith Adamsová                        |         |
| Thomas Jefferson       | vdovec                                        |         |
| Aaron Burr             | vdovec                                        |         |
| George Clinton         | vdovec                                        |         |
| Elbridge Gerry         | Ann Thompson Gerryová                         |         |
| Daniel D. Tompkins     | Hannah Minthorne Tompkinsová                  |         |
| John C. Calhoun        | Floride Bonneau Colhoun Calhounová            |         |
| Martin Van Buren       | vdovec                                        |         |
| Richard Mentor Johnson | rozvedený                                     |         |
| John Tyler             | Letitia Christian Tylerová                    |         |
| George M. Dallas       | Sophia Nicklin Dallasová                      |         |
| Millard Fillmore       | Abigail Powers Fillmoreová                    |         |
| William R. King        | rozvedený                                     |         |
| John C. Breckinridge   | Mary Cyrene Burch Breckinridgeová             |         |
| Hannibal Hamlin        | Ellen Vesta Emery Hamlinová                   |         |
| Andrew Johnson         | Eliza McCardle Johnsonová                     |         |
| Schuyler Colfax        | Ellen Maria Wade Colfaxová                    |         |
| Henry Wilson           | vdovec                                        |         |
| William A. Wheeler     | vdovec                                        |         |
| Chester A. Arthur      | vdovec                                        |         |
| Thomas A. Hendricks    | Eliza Morgan Hendricksová                     |         |
| Levi P. Morton         | Anna Livingston Reade Street Mortonová        |         |
| Adlai E. Stevenson     | Letitia Green Stevensonová                    |         |
| Garret Hobart          | Jennie Tuttle Hobartová                       |         |
| Theodore Roosevelt     | Edith Rooseveltová                            |         |
| Charles W. Fairbanks   | Cornelia Cole Fairbanksová                    |         |
| James S. Sherman       | Carrie Babcock Shermanová                     |         |
| Thomas R. Marshall     | Lois Irene Kimsey Marshallová                 |         |
| Calvin Coolidge        | Grace Coolidgeová                             |         |
| Charles G. Dawes       | Caro Dana Blymyer Dawesová                    |         |
| Charles Curtis         | vdovec                                        |         |
| John Nance Garner      | Mariette Rheiner Garnerová                    |         |
| Henry A. Wallace       | Ilo Browne Wallaceová                         |         |
| Harry S. Truman        | Elizabeth Virginia Wallace Trumanová          |         |
| Alben W. Barkley       | Elizabeth Jane Rucker Hadley Barkleyová       |         |
| Richard Nixon          | Pat Nixonová                                  |         |
| Lyndon Johnson         | Lady Bird Johnsonová                          |         |
| Hubert Humphrey        | Muriel Faye Buck Humphreyová                  |         |
| Spiro Agnew            | Elinor Isabel Judefind Agnewová               |         |
| Gerald Ford            | Betty Fordová                                 |         |
| Nelson Rockefeller     | Margaretta Large Fitler Murphy Rockefellerová |         |
| Walter Mondale         | Joan Adams Mondaleová                         |         |
| George H. W. Bush      | Barbara Bushová                               |         |
| Dan Quayle             | Marilyn Tuckerová                             |         |
| Al Gore                | Mary Elizabeth Aitcheson Goreová              |         |
| Dick Cheney            | Lynne Ann Cheneyová                           |         |
| Joe Biden              | Jill Bidenová                                 |         |
| Mike Pence             | Karen Penceová                                |         |
| Kamala Harrisová       | Douglas Emhoff                                |         |
| J. D. Vance            | Usha Vanceová                                 |         |